# Кьюзано-д’Асти
Кьюзано-д’Асти (итал. Chiusano d'Asti) — коммуна в Италии, располагается в регионе Пьемонт, в провинции Асти.
Население составляет 236 человек (2008), плотность населения составляет 95 чел./км². Занимает площадь 2 км². Почтовый индекс — 14025. Телефонный код — 0141.
Покровительницей коммуны почитается Пресвятая Богородица (Дева Мария Кармельская), празднование 16 июля.

## Демография
Динамика населения:

## Администрация коммуны
- Официальный сайт: http://www.comune.chiusanodasti.at.it